# Arreh Kamar
Arreh Kamar (persiska: اره کمر) är en ort i Iran.   Den ligger i provinsen Khorasan, i den nordöstra delen av landet, 800 km öster om huvudstaden Teheran. Arreh Kamar ligger 1 808 meter över havet och antalet invånare är 252.
Terrängen runt Arreh Kamar är lite bergig.Runt Arreh Kamar är det ganska glesbefolkat, med 25 invånare per kvadratkilometer. Närmaste större samhälle är Qalandarābād, 16,2 km nordost om Arreh Kamar. Omgivningarna runt Arreh Kamar är i huvudsak ett öppet busklandskap.